# Killer Crocodile
Pour plus de détails, voir Fiche technique et Distribution.
Killer Crocodile est un film italien gore réalisé par Fabrizio De Angelis en 1989.

## Synopsis
Dans les Caraïbes, des activités peu recommandables mettent en péril l'équilibre de la jungle alentour. En effet, une entreprise déverse ses fûts toxiques dans les marais du coin. Les preuves du désastre en main, et prêt à ouvrir le procès, un groupe d'écolos va rencontrer le fruit de cette pollution : un crocodile géant.

## Fiche technique
- Titre : Killer Crocodile
- Réalisation : Fabrizio De Angelis
- Scénario : Fabrizio De Angelis et Dardano Sacchetti
- Musique : Riz Ortolani
- Photographie : Federico Del Zoppo
- Montage : Vincenzo Tomassi
- Production : Fabrizio De Angelis
- Société de production : Fulvia Film
- Société de distribution : Cinor (France)
- Pays :  Italie
- Genre : Aventure, horreur, science-fiction et thriller
- Durée : 90 minutes
- Dates de sortie : 
  -  Italie : 30 juillet 1989
  -  France : 15 novembre 1989
- Classification
  - France : Interdit aux moins de 16 ans
  - États-Unis : Restricted

## Distribution
- Richard Anthony Crenna : Kevin
- Ann Douglas : Jennifer
- Sherrie Rose (en) : Pamela
- Ennio Girolami : Joe
- Julian Hampton : Mark
- Van Johnson : juge